# Južna Sardinija
Pokrajina Južna Sardinija (talijanski: Provincia del Sud Sardegna) je talijanska pokrajina u regiji Sardinija. Glavni grad je Carbonia. Površina pokrajine iznosi 6 530 km², a broj stanovnika 351 586 (2018. godine). Gustoća naseljenosti je 53,84 st/km². 
Pokrajina ima 107 općina.